# Vitruvius (tijdschrift)
Vitruvius is een wetenschappelijk Nederlands tijdschrift, waarin artikelen over de vakgebieden archeologie, historische geografie en bouwhistorie gepubliceerd worden. De oprichting van het tijdschrift in 2007 volgde op een toenemende integratie van bovengenoemde vakgebieden, hetgeen onder meer tot uiting komt in de fusie van de Rijksdienst voor het Oudheidkundig Bodemonderzoek en de Rijksdienst voor de Monumentenzorg tot de Rijksdienst voor Archeologie, Cultuurlandschap en Monumenten in 2006. Vitruvius wordt mede door deze dienst uitgegeven; de redactie bestaat uit meerdere personen die werkzaam zijn bij deze dienst.
In de redactie en redactieraad zijn vooraanstaande wetenschappers uit de genoemde vakgebieden vertegenwoordigd, onder wie hoogleraar Theo Spek.